# Deileptenia mandshuriaria
Deileptenia mandshuriaria är en fjärilsart som beskrevs av Bremer 1864. Deileptenia mandshuriaria ingår i släktet Deileptenia och familjen mätare. Inga underarter finns listade i Catalogue of Life.